# Тигина (баскетбольный клуб, Бендеры)
БК «Тигина» Бендеры — приднестровский баскетбольный клуб, базирующийся в городе Бендеры. Из-за международной непризнанности Приднестровской Молдавской Республики выступает под флагом Молдавии. Был основан в 1992 году. Клуб является самой титулованной командой в истории профессионального молдавского баскетбола. «БК Тигина» становился чемпионом Национальной Дивизии Республики Молдова по баскетболу в период с 1994 по 2006 год. Бронзовый призёр чемпионата Украины, участник Еврокубков. В сезоне 2004/05 клуб не заявился на новый сезон из-за финансовых проблем. В сезоне 2016/17 команда вновь участвовала в чемпионате РМ и заняла 3 место. В 2018/19 БК «Тигина» (Флоаре) в четвертый раз подряд завоевал звание чемпиона ПМР.

## История
Баскетбольный клуб Тигина является самым титулованным клубом в Молдове. 12 раз бендерская команда становилась чемпионами Молдовы по баскетболу. С 1997 года Тигина играла сразу в двух чемпионатах. В чемпионате Молдовы и в чемпионате Украины. Команда участник Кубка Корача.

## Болельщики
В 2012 году болельщиками была создана группа поддержки футбольного клуба «Тигина» и первым матчем стала игра против «Реал Сукчес». Игру посетило 8 человек. В самом начале у фанатов была плохая организованность выездов и домашней поддержки, по причине маленького состава и отсутствие опыта. Зимой 2014 коллектив распался. 23 сентября 2015 года появилась новый фан-клуб «Днестряне». На данный момент в коллективе насчитывается более 15 человек. Осенью 2016 года фанатами был организован футбольный турнир по футболу. Турнир проходил на стадионе Шелковик. Участие приняло 24 команды. Среди них была одна женская команда «Алга». Помимо футбольных игр фанаты посещали домашние и выездные игры баскетбольной команды «Тигина». Осенью 2018 коллектив распался.

## Достижения
Молдавия
- Победитель Национальной Дивизии (12): 1993/94, 1994/95, 1995/96, 1996/97, 1997/98, 1998/99, 1999/00, 2000/01, 2001/02, 2002/03, 2003, 2004/2005
- Серебряный призёр чемпионат Молдовы Дивизия-A (1): 2017/18
- Бронзовый призёр чемпионат Молдовы Национальная Дивизия (1): 2016/17
- Чемпион ПМР (3): 2015/16, 2016/17,2017/18,2018/19

Украина
В сезоне 2000/01 команда стала серебряным призёром в высшей лиге чемпионата Украины